# 사천향토역사관
사천향토역사관은 경상남도 사천시에 있는 박물관이다.

## 연혁
- 1998년 11월 30일 착공.
- 1999년 1월 28일 준공
- 1999년 2월 5일 개관

## 시설 현황
1층
문화유적분포도, 사천의 전경ㆍ역사
2층
농기구, 생활도구, 어구류 등

## 관람 안내
- 운영기간: 매주 화요일 ~ 일요일 운영
- 휴관일: 매주 월요일, 설ㆍ추석 연휴
- 하절기: 09:00 ~ 18:00
- 동절기: 09:00 ~ 17:00